# Bobina de Pupin

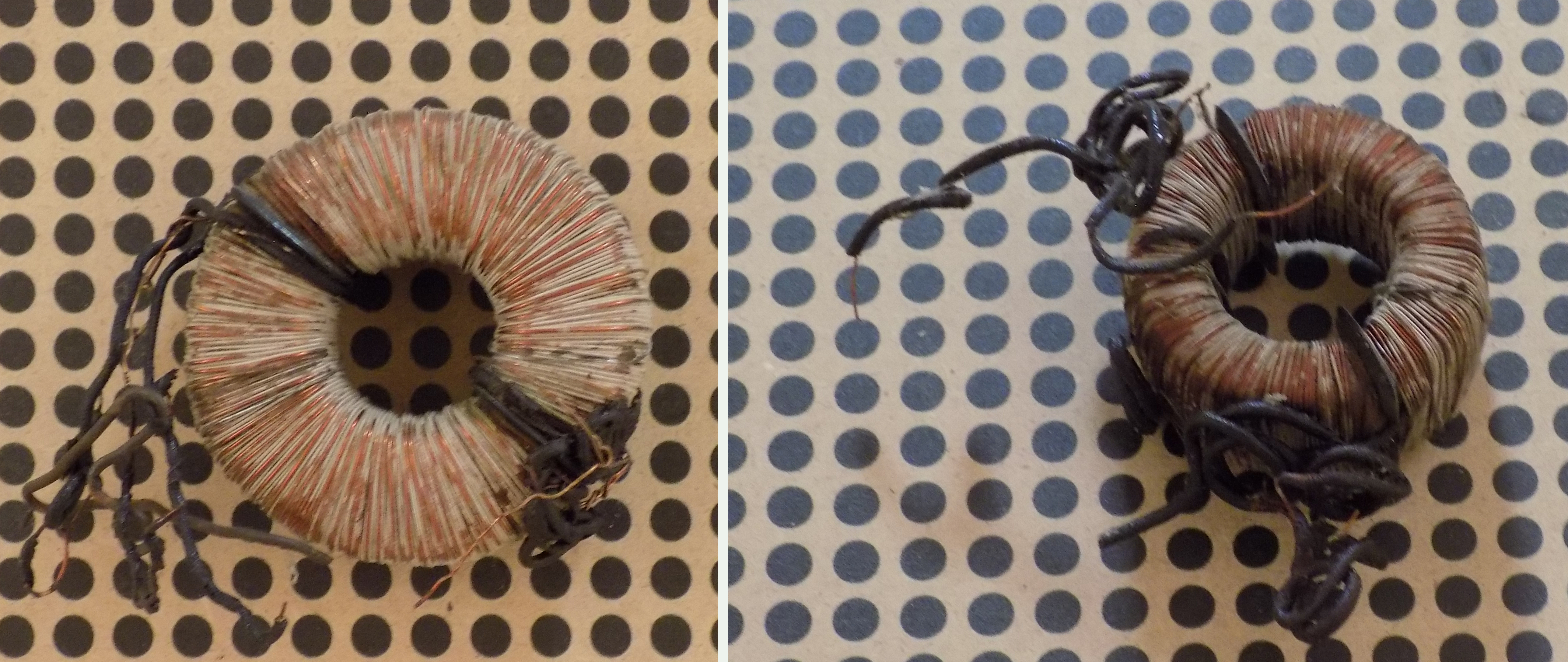
Bobinas de pupin en el Museo PTT de Belgrado

La bobina de Pupin o bobina de carga es un inductor que colocado a intervalos regulares a lo largo de un circuito telefónico formado por hilos de cobre hace que disminuya la atenuación y la distorsión de retardo del circuito en la gama de las frecuencias vocales, con el consiguiente aumento del alcance de la comunicación. 
Este procedimiento fue desarrollado por Michael Pupin, basándose en los estudios realizados por Oliver Heaviside.
Este, en sus estudios sobre los problemas de transmisión del cable submarino telegráfico trasatlántico, llegó a determinar la condición que debía cumplir un medio de transmisión ideal. Esta condición, que se denominó Condición de Heaviside, en esencia afirma que:
donde R, C, L y G son las constantes primarias del circuito y representan respectivamente:
R = Resistencia kilométrica en ohmios. 

C = Capacidad kilométrica en faradios.

L = Inductancia kilométrica en henrios.

G = Conductancia kilométrica entre hilos del circuito en siemens.

Cuando se cumple la condición de Heaviside la atenuación es mínima e independiente de la frecuencia, no hay distorsión lineal y el tiempo de propagación es constante.
En los antiguos circuitos telefónicos de hilo de cobre desnudo de 2 o 3 mm de diámetro, tendidos sobre aisladores, esta condición se cumplía con cierta aproximación para las frecuencias vocales. El problema surgió con los cables de pares trenzados, donde R es muy alta al ser los conductores de menor diámetro, C también es alta al estar muy próximos entre sí debido al trenzado, en tanto que L es pequeña y G muy pequeña (el aislamiento entre conductores es muy alto).
Para tratar de cumplir la condición de Heaviside el único parámetro sobre el que se podía actuar era L.
Para aumentarlo, se apuntaron dos procedimientos: 
- El denominado Krarupización ideado por el danés Krarup que consistía en rodear los conductores de cobre con otro alambre de material magnético con lo que aumenta la inductancia del circuito de forma homogénea. Este método era extremadamente caro y solo se usó en algunos cables submarinos.
- El otro método es la pupinización consistente en aumentar la inductancia, de forma distribuida, mediante la inserción a intervalos regulares de bobinas Pupin o de carga.

Figura 1.- Circuito telefónico con bobinas de Pupin
En la Figura 1 se puede apreciar la distribución de las bobinas y las secciones de carga.
Se denomina sección de carga a la distancia (L) que separa dos bobinas de carga consecutivas. El circuito normalmente se termina a media sección (L/2) en cada uno de sus extremos.
Aunque existen distintas longitudes de secciones de carga, en España prácticamente solo se utiliza la de 1830 m con bobinas del tipo H-66.

La letra H indica que la longitud de la sección de carga es de 1830 m y el número 66 indica la inductancia en mH de la bobina.
Durante muchos años esta ha sido una solución válida para aumentar el alcance de los circuitos telefónicos por pares de cobre. Actualmente, debido a que los circuitos dotados con bobinas de carga solo son aptos para su explotación en frecuencia vocal (inferiores a 3400 Hz) y con motivo de la introducción de tecnologías como ADSL y otras, que utilizan frecuencias por encima de las vocales, se están retirando estas bobinas de los cables, especialmente de los que forman el bucle de abonado.
- Datos: Q830044